# Joan Ítal
Joan Ítal (en llatí Joannes Italus, en grec Ἰωάννης Ἰταλὸς), fou un filòsof i heretge que va viure fins al regnat d'Aleix I Comnè (1081-1118).
Havia nascut a Itàlia, i d'aquí el seu nom. De jove no va anar a cap escola sinó a campaments militars, perquè acompanyava el seu pare que era un soldat al servei dels sicilians en lluita contra els grecs. Quan Jordi Maniaces es va revoltar contra Constantí IX el 1042, el pare va seguir-lo a Grècia i el fill es va poder establir a Constantinoble on va estudiar filosofia, sobretot lògica. Va tenir diversos professors, destacant entre ells Miquel Psel·los, amb el que aviat va disputar, sense poder, segons diu Anna Comnena, arribar a entendre les subtileses de la filosofia. També diu que era arrogant i radical, i que parlava molt bé el grec, però amb accent.
Va aconseguir el favor de l'emperador Miquel VII Ducas (1071-1078) i dels seus germans. L'emperador confiava en ell per recuperar el sud d'Itàlia ja que coneixia el país i la gent. El va enviar a Dirràquion però va detectar alguns actes de traïció i li va ordenar de tornar a Constantinoble. Joan Ítal va fugir a Roma, des d'on, fingint penediment, va demanar perdó a l'emperador i va poder retornar a Constantinoble on va entrar al monestir de Peges.
Quan Miquel Psel·los fou desterrat de la capital el 1077 i va entrar forçadament en un monestir, Joan Ítal va rebre la dignitat de mestre principal de filosofia (Ύπατος τῶν Φιλοσόφων. Va complir bé l'encàrrec encomanat, tot i que era expert en lògica i filosofia aristotèlica, no dominava la gramàtica ni la retòrica. El seu caràcter apassionat es va fer notar, i fins arribava a la violència, però després de les discussions intel·lectuals reconeixia els seus errors i demanava perdó. La seva escola tenia molts alumnes, als que ensenyava els textos de Procle, Plató, Iàmblic de Calcis, Porfiri i Aristòtil. Segons Anna Comnena, de la seva escola van sorgir personatges sediciosos (τυραννούς) però no en podia recordar els noms.
Quan Aleix I Comnè va pujar al tron el 1081 es va fixar en els disturbis causats pels ensenyaments d'Ítal i el va cridar davant d'una cort eclesiàstica, després d'un examen preliminar per part d'Isaac Comnè, el sebastocràtor germà de l'emperador. Encara que protegit pel patriarca Eustraci de Nicea, va estar a punt de morir a mans del poble i fou obligat a retractar-se d'onze dels seus ensenyaments (vers 1084). Era acusat de defensar la transmigració de l'anima, d'estar contra l'ús d'imatges en el culte i de difondre heretgies. Més tard va seguir defensant les seves idees i finalment fou excomunicat però com que es va penedir l'anatema no es va fer públic. Després va renunciar a les seves creences i va donar proves de la seva sinceritat. Alguns autors opinen que les seves opinions eren properes a les del filòsof occidental de la mateixa època Pere Abelard.
Es conserven alguns dels seus llibres:
- 1. (Ἐκδόσεις εἰς διάφορα Ζητήματα, Expositiones in varias quas varii proposuerunt Quaestiones, Capp. xciii. s. Responsa ad xciii. Quaestiones philosophicas Miscellaneas.
- 2. Ἕκδοσις εἰς τὰ Τοπικά, Expositio Topicorum Aristotelis.
- 3. Περὶ διαλεκτικῆς, De Dialectica.
- 4. (Μέθοδος ῥητορικῆς ἐκδοθεῖδα κατὰ σύνοψιν, Methodus Synoptica Rhetoricae.
- 5 Epitome Aristotelis de Interpretutione.
- 6 Orationes.
- 7. Synopsis quinque vocum Porphyrii.[2]